# Со Чі Хє
Со Чі Хє (кор. 서지혜) — південнокорейська акторка.

## Біографія
Со Чі Хє народилася 24 серпня 1984 року у столиці Республіки Корея місті Сеул. Свою акторську кар'єру вона розпочала у 2003 році з епізодичної ролі у серіалі «Ва-банк», у наступні роки акторка здебільшого виконувала другорядні ролі у телесеріалах. Підвищенню популярності Чі Хє сприяли ролі у серіалах «49 днів», «Панч» та «Навіть не мрій». У 2017 році акторка зіграла одну з головних ролей у фетезійному серіалі «Чорний лицар: Чоловік що охороняє мене», у наступному році головну жіночу роль у медичній драмі «Серцеві хірурги» за що отримала чергову нагороду за майстерність.

## Фільмографія

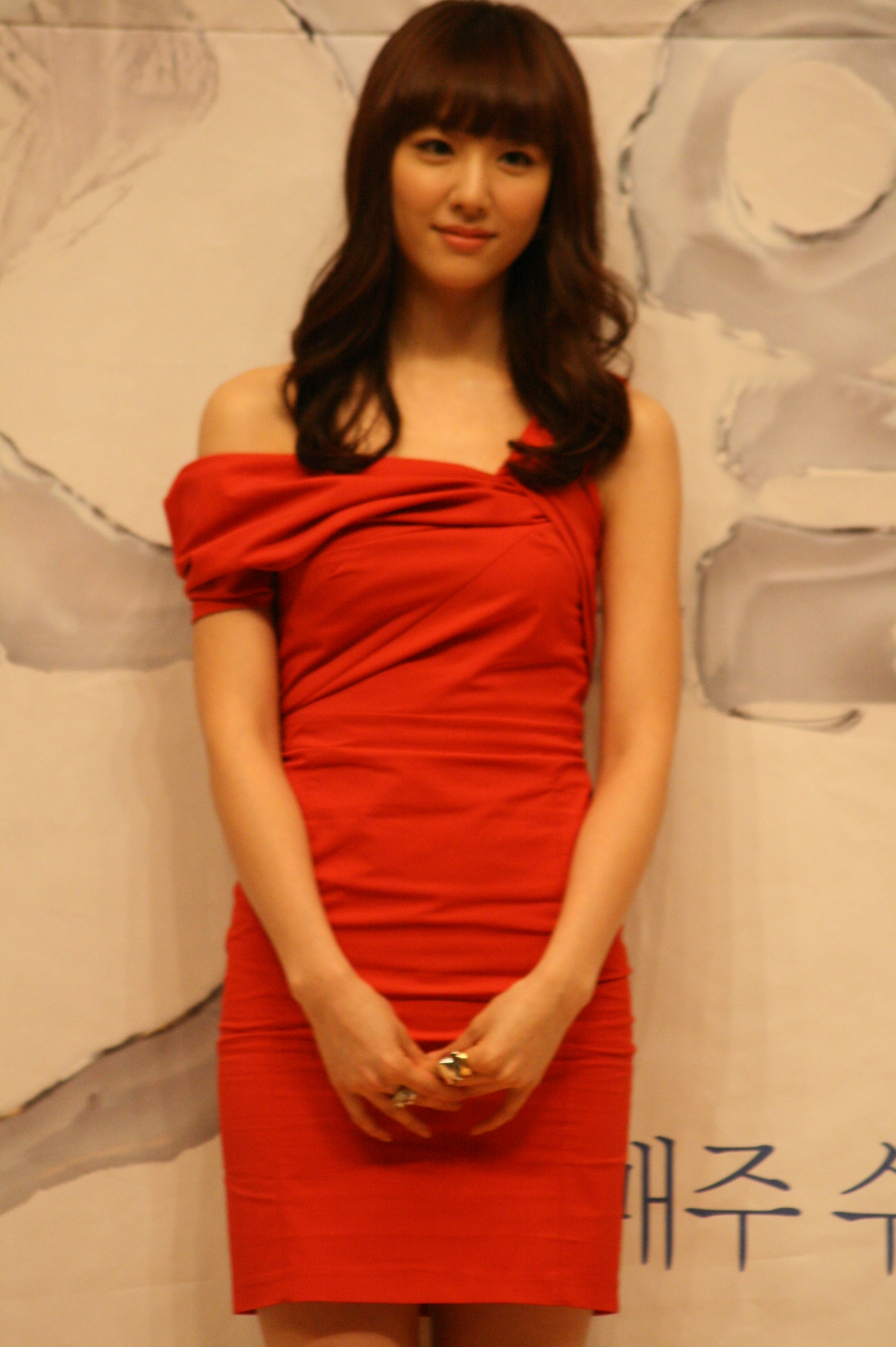
Со Чі Хє у 2011 році

### Телевізійні серіали
| Рік       | Назва                                                 | Роль                   | Мережа    |
| --------- | ----------------------------------------------------- | ---------------------- | --------- |
| 2003      | «Ва-банк»                                             | Є Сук / Мі Хї          | SBS       |
| 2003      | «Шлюбна історія»                                      | Чхве Су Чжін           | KBS2      |
| 2004      | «У шторм»                                             | Ю Рі                   | SBS       |
| 2004      | «Жінка яка хоче заміж»                                | Сон Ю Рі               | MBC       |
| 2004      | «Моя 19-річна невістка»                               | Кан Йо Рім             | SBS       |
| 2005      | «Крижана дівчина»                                     | Ча Чу Ха               | KBS2      |
| 2005      | «Шин Дон»                                             | королева Ногук / Бан'я | MBC       |
| 2005      | «Птах…»                                               | Чон Ин Со              | MBC       |
| 2006      | «Над веселкою»                                        | Ма Сан Мі              | MBC       |
| 2006      | «Хто мешкає в цьому будинку»                          | Те Йон                 | MBC       |
| 2007      | «Легенди Хян Дан»                                     | Хьон Дан               | MBC       |
| 2008      | «Я кохаю тебе»                                        | На Йон Хї              | MBC       |
| 2008      | «Щасливі події Чхунджи»                               | Йон Бун Хон            | MBC       |
| 2010      | «Кім Суро, Залізний король»                           | Хьо Хван Ок            | MBC       |
| 2010      | «Равлик Кошивон» (спеціальна драма)                   | Міру                   | KBS2      |
| 2011      | «49 днів»                                             | Шин Ін Чон             | SBS       |
| 2012      | «Місяць та зорі для тебе»                             | Хан Чхе Вон            | KBS1      |
| 2013      | «Я, батько, мати, бабуся та Анна» (фестивальна драма) | мати                   | MBC       |
| 2014      | «Аристократка»                                        | Юн Сін Є               | jTBC      |
| 2014      | «Панч»                                                | Чхве Йон Чжін          | SBS       |
| 2016      | «Так, це так і є»                                     | Лі Чі Сон              | SBS       |
| 2016      | «Навіть не мрій»                                      | Хон Хьо Вон            | SBS       |
| 2017      | «Шепіт»                                               | Чхве Юн Чжі (камео)    | SBS       |
| 2017      | «Чорний лицар: Чоловік що охороняє мене»              | Шерон / Чхе Со Рін     | KBS2      |
| 2018      | «Серцеві хірурги»                                     | Юн Су Йон              | SBS       |
| 2019      | «Аварійна посадка на тебе»                            | Со Дан                 | tvN       |
| 2020      | «Чи хотіли б ви повечеряти разом?»                    | У До Хї                | MBC       |
| 2021      | «Доктор Мозок» (вебсеріал)                            | лейтенант Чхве         | Apple TV+ |
| 2022      | «Поцілунок — шосте почуття» (вебсеріал)               | Хон Є Суль             | Disney+   |
| 2022      | «Адамас»                                              | Ин Хє Су               | tvN       |
| 2022-2023 | «Червона повітряна куля»                              | Чо Ин Кан              | TV Chosun |

### Фільми
| Рік  | Назва                | Роль         |
| ---- | -------------------- | ------------ |
| 2005 | «Голос»              | Кан Сон Мін  |
| 2007 | «Мафія продавців»    | Хан Су Чон   |
| 2010 | «Самотнє дерево»     | Кім Сун Йон  |
| 2011 | «Прогноз самогубств» | Лі Хьо Ін    |
| 2018 | «Розгул»             | наложниця Чо |

## Нагороди
| Рік  | Нагорода                                 | Категорія                                                                     | Робота                                   | Результат | Прим.       |
| ---- | ---------------------------------------- | ----------------------------------------------------------------------------- | ---------------------------------------- | --------- | ----------- |
| 2005 | Премія MBC драма                         | Краща нова акторка                                                            | «Сін дон»                                | Перемога  |             |
| 2011 | 19-та Премія SBS драма                   | Нагорода за майстерність (акторки спеціальних драм)                           | «49 днів»                                | Номінація |             |
| 2012 | 26-та Премія KBS драма                   | Нагорода за майстерність (акторки щоденних драм)                              | «Місяць та зорі для тебе»                | Перемога  |             |
| 2015 | 15-й Міжнародний кінофестиваль у Кванджу | Краща зірка телебачення                                                       | «Панч»                                   | Перемога  | [ 5 ]       |
| 2016 | 24-та Премія SBS драма                   | спеціальна нагорода 9акторки у романтично-комедійні драмі)                    | «Навіть не мрій»                         | Перемога  | [ 6 ]       |
| 2018 | 26-та Премія SBS драма                   | Нагорода за майстерність (акторки серіалу що транслювався у середу та четвер) | «Серцеві хірурги»                        | Перемога  | [ 7 ]       |
| 2018 | 32-га Премія KBS драма                   | Нагорода за майстерність (акторки середньотривалої драми)                     | «Чорний лицар: Чоловік що охороняє мене» | Номінація |             |
| 2020 | 56-та Премія мистецтв Пексан             | Краща другорядна акторка телебачення                                          | «Аварійна посадка на тебе»               | Номінація | [ 8 ] [ 9 ] |
| 2020 | 56-та Премія мистецтв Пексан             | Нагорода Bazaar Icon                                                          | «Аварійна посадка на тебе»               | Перемога  | [ 8 ] [ 9 ] |